# Tipcenița, Vrața
Tipcenița (în bulgară Типченица) este un sat în comuna Mezdra, regiunea Vrața,  Bulgaria. 

## Demografie
Componența etnică a satului Tipcenița
     Bulgari (99,03%)
     Nicio identificare (0,96%)
     Altele (0%)
La recensământul din 2011, populația satului Tipcenița era de 413 locuitori. Din punct de vedere etnic, majoritatea locuitorilor (99,03%) erau bulgari. Pentru 0,96% din locuitori nu este cunoscută apartenența etnică.